# Cray T3D
T3D (Torus, 3-Dimensional — Тор, 3-мерный) — первая попытка компании Cray Research создать свой массово-параллельный суперкомпьютер. Представлен на рынке 27 сентября 1993 года. Впервые в этом суперкомпьютере были использованы процессоры не собственного производства компании Cray Research.

## Описание
T3D содержал от 32 до 2048 процессорных элемента (PE), каждый из которых состоял из RISC-микропроцессора Alpha 21064 (EV4) компании DEC, работавшего на частоте 150 МГц, а также от 16 до 64 Мб ОЗУ. Процессорные элементы формировались в пары, которые назывались узлами и комплектовались 6-линейным сетевым роутером. Пиковая скорость передачи данных на этих роутерах составляла 300 Мб/сек в каждом направлении. Узлы соединялись в сетевую топологию трёхмерный тор (3-D Torus). Вычислительная мощность каждого процессора составляла 150 Мфлопс, а максимальная всей системы в целом - 307 Гфлопс. Максимальный объём ОЗУ всей системы - 128 Гбайт.
В качестве консольного компьютера для T3D могли использоваться компьютеры Cray Y-MP Model E, Cray M90 или C90. На них устанавливалась операционная система UNICOS, которая отвечала за ввод/вывод данных, а также за обслуживание суперкомпьютерной системы. На самом T3D работало простое UNIX-подобное микроядро под названием UNICOS MAX.
T3D поставлялся в нескольких конфигурациях. Модели SC (Single Cabinet), состояли из одной стойки, в которой устанавливался компьютер Y-MP и от 128 до 256 процессорных элементов. Модель MC (Multi-Cabinet) состояла из нескольких стоек с жидкостным охлаждением, причём консольный компьютер располагался в отдельной стойке. Модели MCA состояли из менее габаритных стоек (от 32 до 128 процессорных элемента) с воздушным охлаждением. Была также модель MCN с жидкостным охлаждением, где использовалось альтернативное сетевое соединение, позволявшее иметь в системе количество процессорных элементов отличное от степени 2.
У модели Cray T3D MC в стойку был вмонтирован лаптоп Apple Macintosh PowerBook. Его единственное предназначение было показывать на цветном ЖК-экране анимированный логотип компании Cray Research и Cray T3D.
Первый суперкомпьютер Cray T3D был поставлен в качестве прототипа в Суперкомпьютерный центр Питсбурга в начале сентября 1993 года.
В 1995 году на смену T3D была выпущена более быстрая и более совершенная модель Cray T3E. Наработки в T3D и T3E позволили компании Cray получить правительственный контракт на постройку суперкомпьютера ASC Red Storm, который затем был коммерциализирован компанией Cray в целую линию массово-параллельных суперкомпьютеров Cray XT из нескольких поколений.

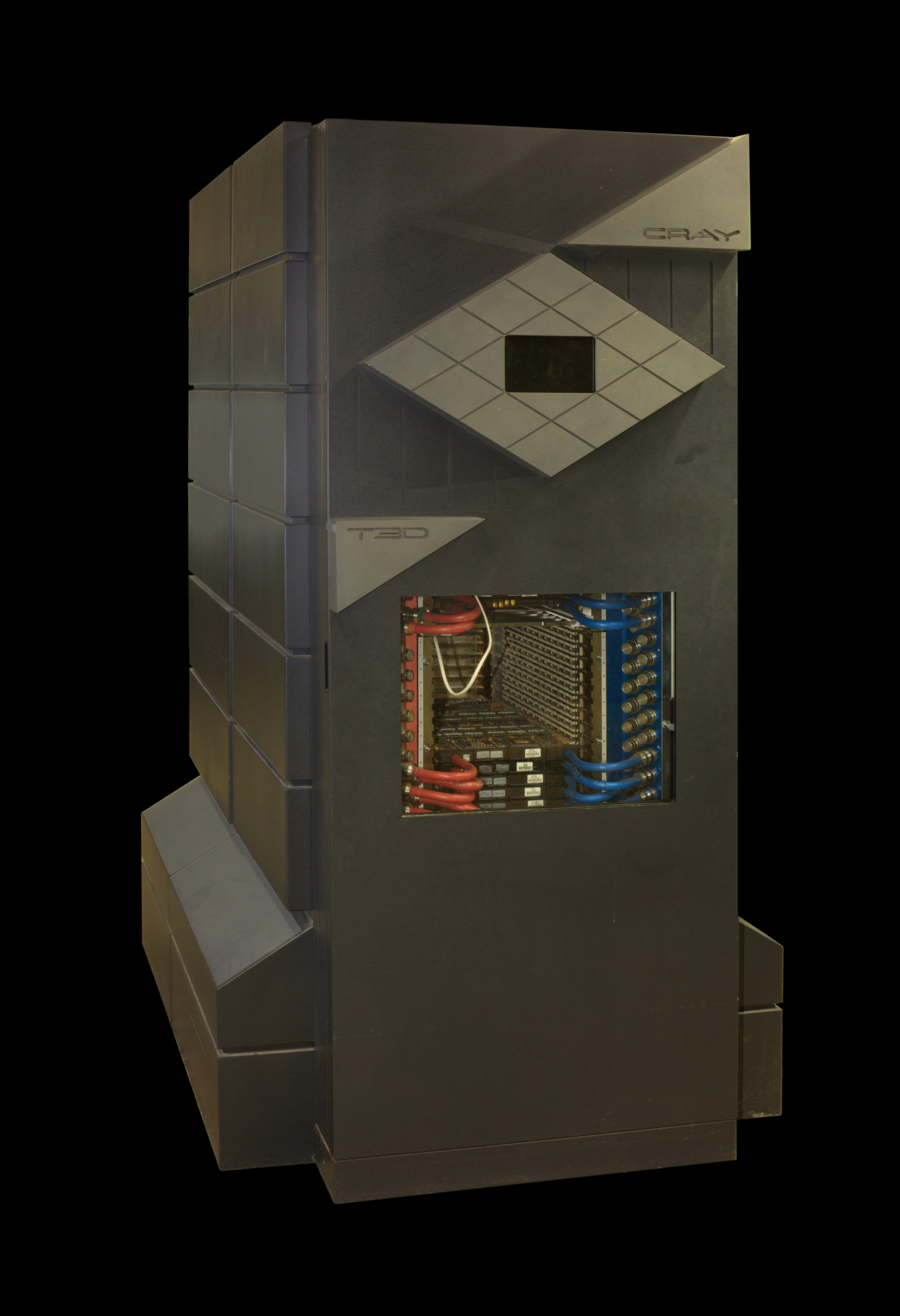
T3D MC 256 в EPFL
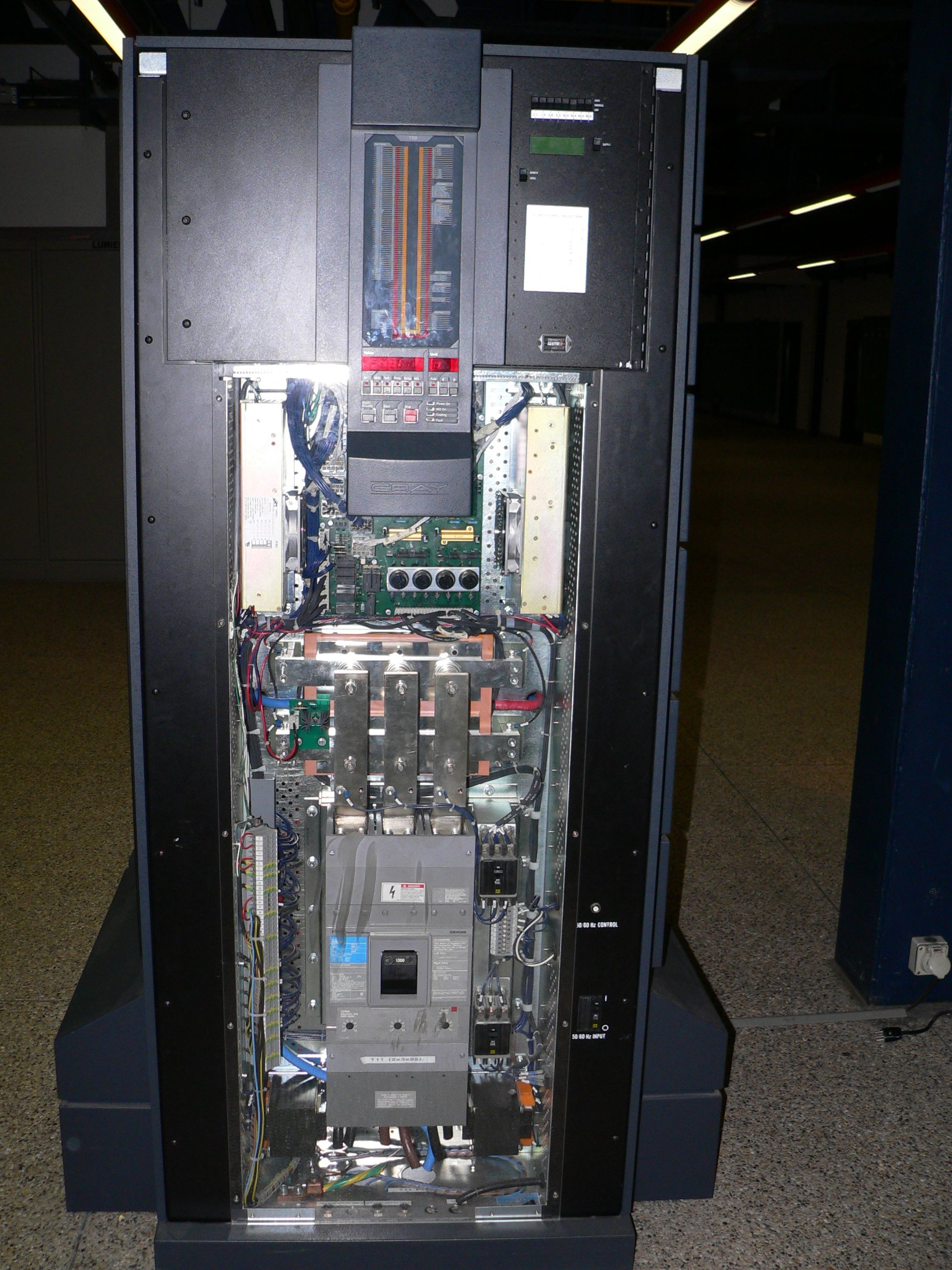
T3D MC 256 Computer
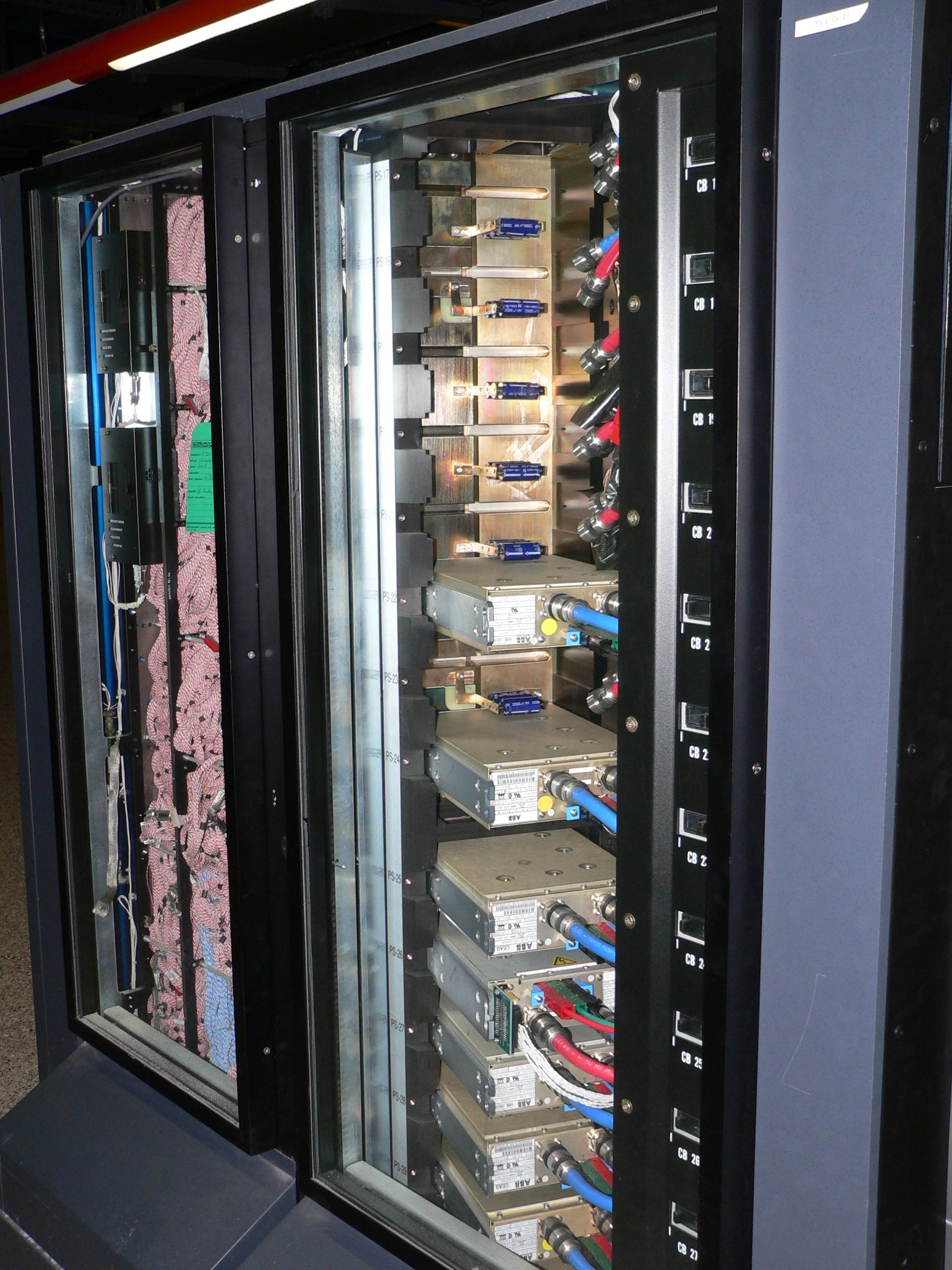
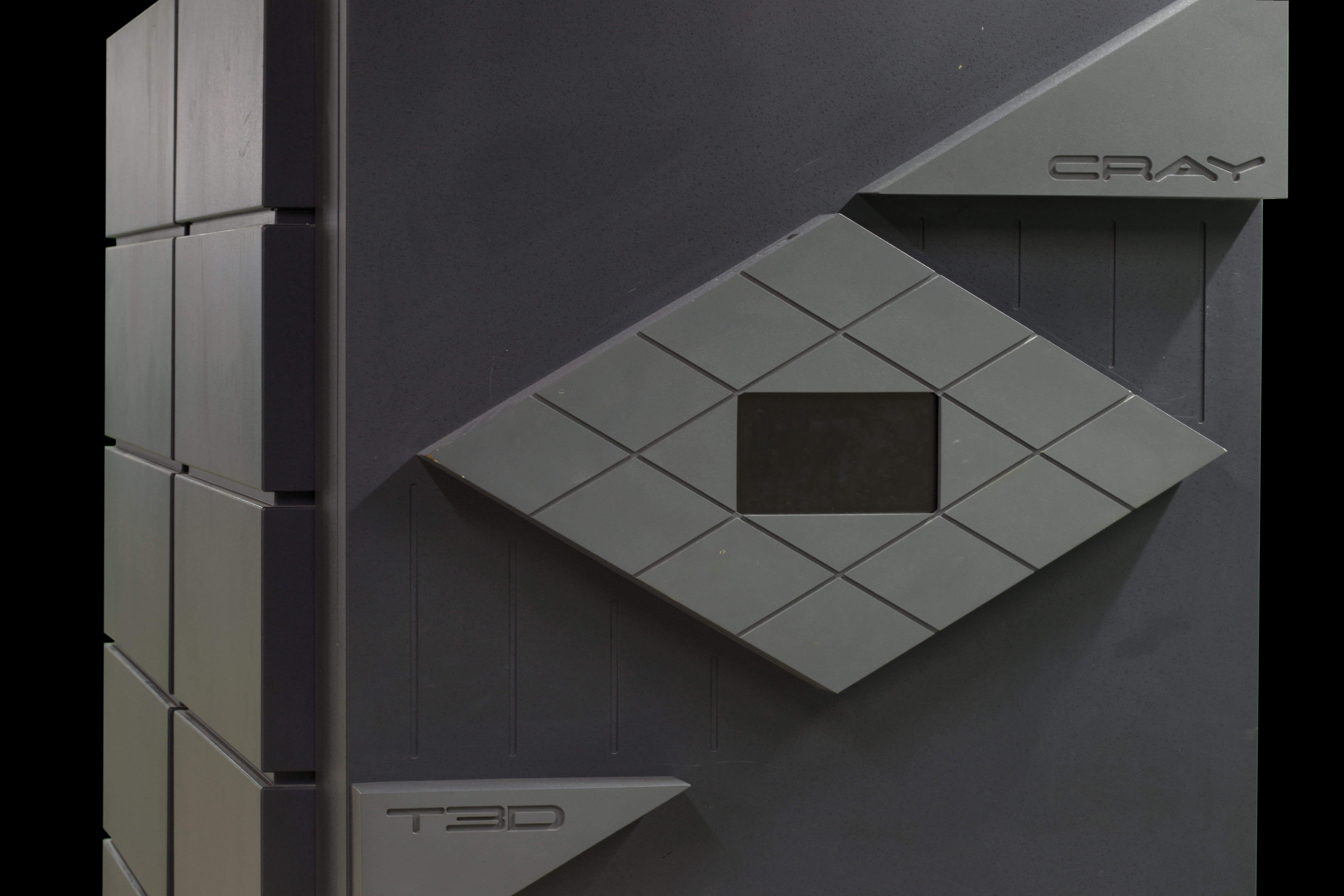
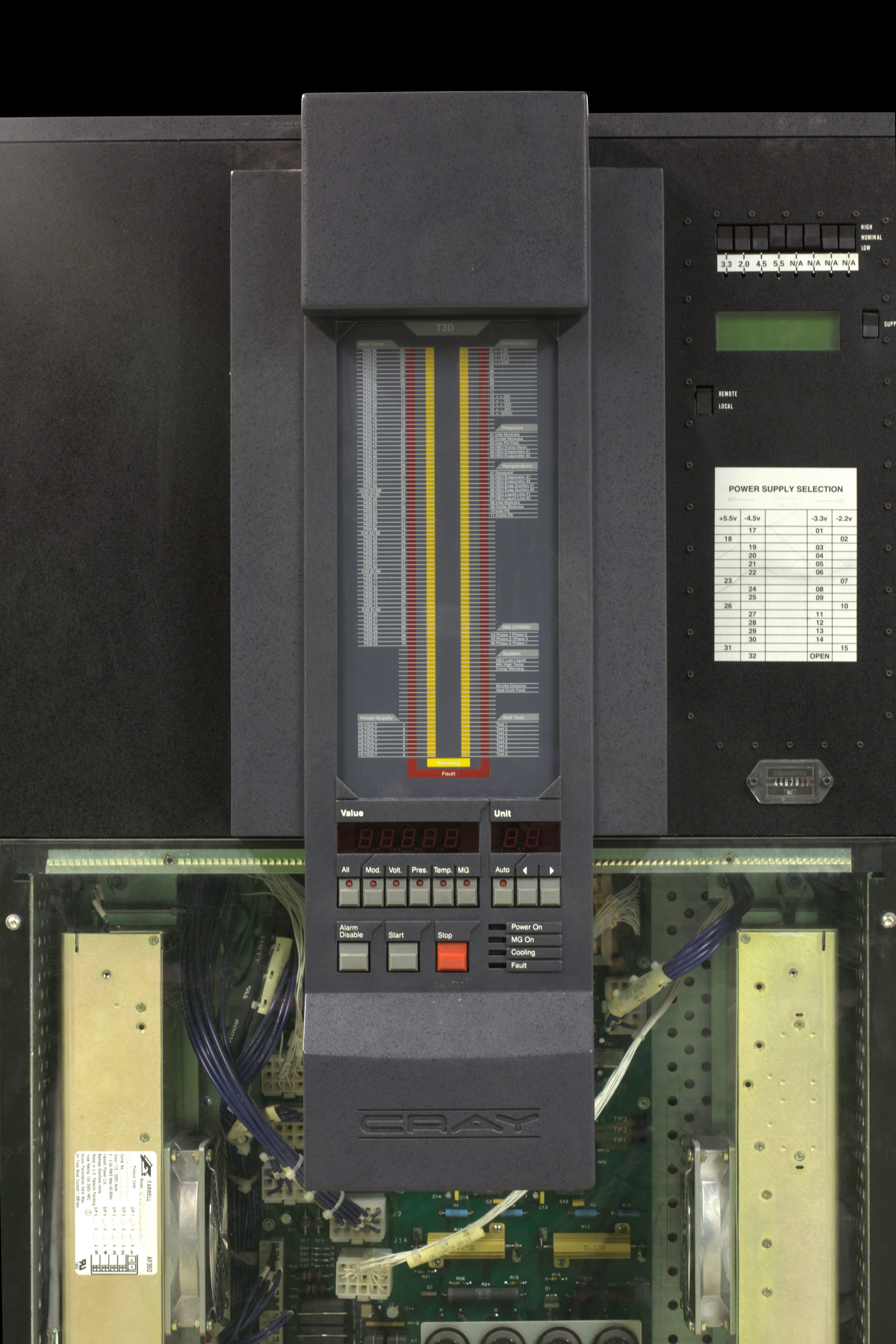
Панель управления T3D MC 256
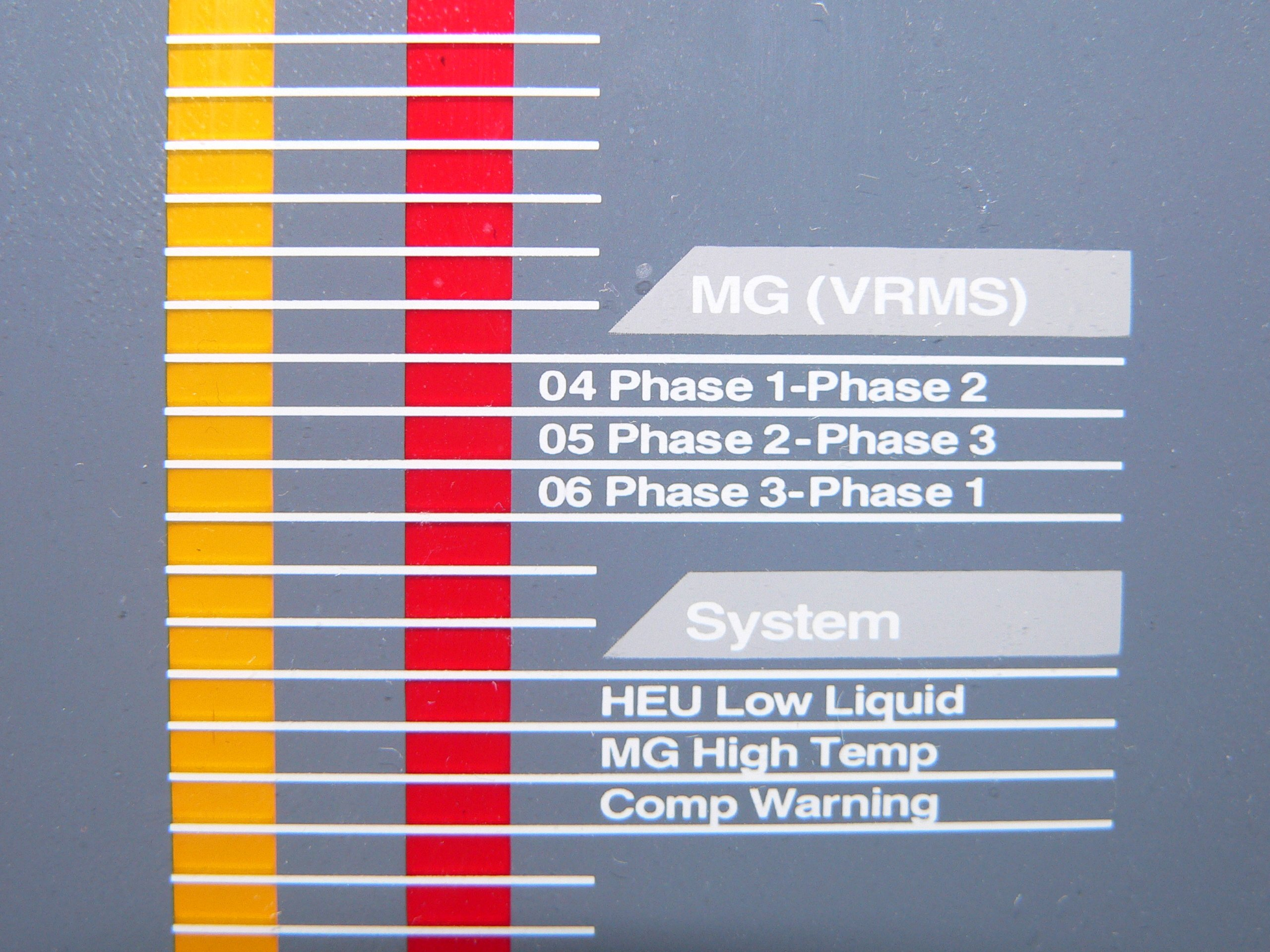
Панель управления MC 256
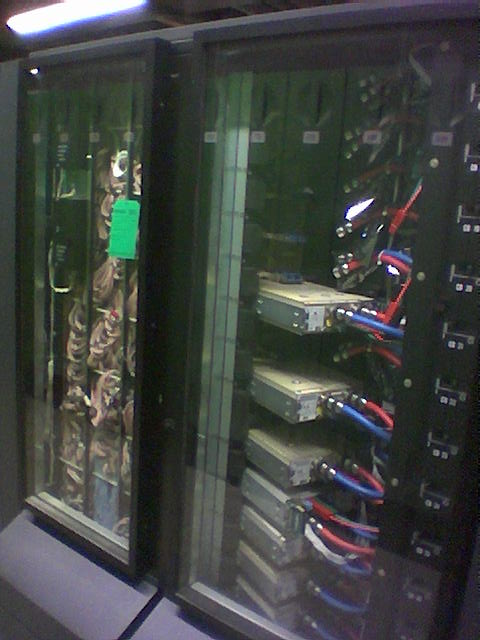
Внутри T3D MC 256